# Lyes Bahbouh
Pour les articles homonymes, voir Bahbouh.
 (mars 2021).
Si vous disposez d'ouvrages ou d'articles de référence ou si vous connaissez des sites web de qualité traitant du thème abordé ici, merci de compléter l'article en donnant les références utiles à sa vérifiabilité et en les liant à la section « Notes et références ».
Lyes Bahbouh est un footballeur international algérien né le 6 avril 1957 à Alger. Il évoluait au poste de milieu de terrain.
Il compte une seule sélection en équipe d'Algérie en 1979.

## Biographie

### En club
Lyes Bahbouh évoluait en première division algérienne avec le club de la JS Kabylie où il a remporté cinq titres du Championnat d'Algérie, une Coupe d'Algérie, une Ligue des champions de la CAF et une Supercoupe d'Afrique avec la JSK.

### En équipe nationale
Lyes Bahbouh reçoit une seule sélection en équipe d'Algérie. Le 23 septembre 1979, contre la Tunisie (nul 1-1) lors des Jeux méditerranéens de 1979 à Split.

## Palmarès
JS Kabylie
| - Championnat d'Algérie (5) : - Champion : 1980, 1982, 1983, 1985 et 1986. - Coupe d'Algérie (1) : - Vainqueur : 1986. - Finaliste : 1979. |  | - Ligue des champions de la CAF (1) : - Vainqueur : 1981. - Supercoupe d'Afrique (1) : - Vainqueur : 1982. |